# 72街車站 (IND第八大道線)
72街車站（英語：72nd Street station）是美國紐約地鐵IND第八大道線的一個慢車地鐵站，位於上西城72街及中央公園西交界，設有C線（除深夜外任何時候停站）、A線（僅深夜停站）與B線（僅平日停站）列車服務。

## 車站結構
| G  | 街道     | 出入口 |
| B1 | 北行快車 | ← 不停靠 |
| B1 | 北行慢車 | ← 平日往貝德福德公園林蔭路或145街 (81街-自然歷史博物館) ← 往168街 (81街-自然歷史博物館) ← 深夜時往英伍德-207街 (81街-自然歷史博物館) |
| B1 | 側式月台 | |
| B1 | 夾層     | 閘機、車站詢問處、MetroCard自動售票機                                                                                                |
| B2 | 南行快車 | → 不停靠 → |
| B2 | 南行慢車 | → 平日往布萊頓海灘 (59街-哥倫布圓環) → → 往尤克利德大道 (59街-哥倫布圓環) → → 深夜時往遠洛克威-莫特大道 (59街-哥倫布圓環) →          |
| B2 | 側式月台 | |

此地下車站於1932年9月10日啟用，設有兩層，北行列車使用上層而南行列車使用下層。由西至東，每層設有一個側式月台、一條慢車軌道和一條快車軌道。
在2015－2019年度MTA資金計劃下，此站與其餘30個紐約地鐵站將徹底翻新和關閉6個月。翻新內容包括蜂窩服務、Wi-Fi、充電站、改善指示和車站燈光。
2018年10月，日裔美籍藝術家小野洋子（オノ・ヨーコ）創作的鑲嵌璧畫《SKY》在此車站落成展示，此站鄰近她及約翰·藍儂（John Lennon）居住的達科他公寓與紀念碑。

## 外部連結
- nycsubway.org—IND Eighth Avenue Line: 72nd Street
- Station Reporter — B Train
- Station Reporter — C Train
- 72nd Street entrance from Google Maps Street View
- 70th Street entrance from Google Maps Street View
- Upper platform from Google Maps Street View